# 予防接種

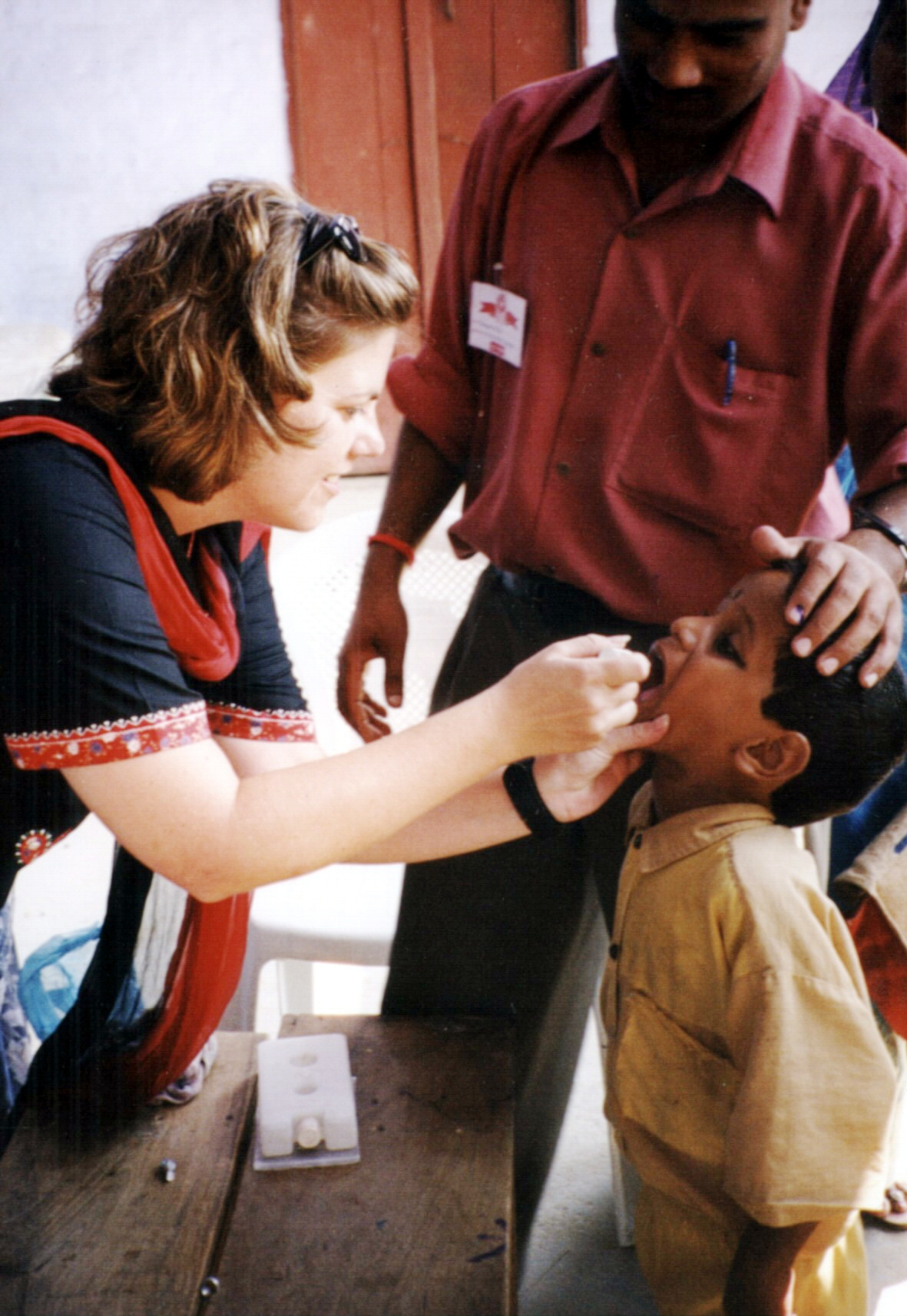
経口ポリオ生ワクチンを投与される子供

予防接種（よぼうせっしゅ、英: vaccination）とは、病気に対する免疫をつけるために抗原物質（ワクチン）を投与（接種）すること。接種により病原体の感染による発病、障害、死亡を防いだり和らげたりすることができる。さらに伝染病の抑止に最も簡便かつ効果的で、コストパフォーマンスの高い予防医学である。
日本における予防接種法では、「疾病に対して免疫の効果を得させるため、疾病の予防に有効であることが確認されているワクチンを、人体に注射し、又は接種すること」と定義されている（予防接種法2条1項）。 
接種で投与される物質は、生きているが毒性を弱めた状態の病原体(細菌・ウイルス)の場合もあれば、死んだり不活性化された状態の病原体の場合も、タンパク質などの精製物質の場合もある。
WHOによれば現在の世界では、予防接種により200-300万人の死を回避しているとしているという。しかしさらに接種率が向上すれば、加えて150万人の死を回避できるという。

## 歴史

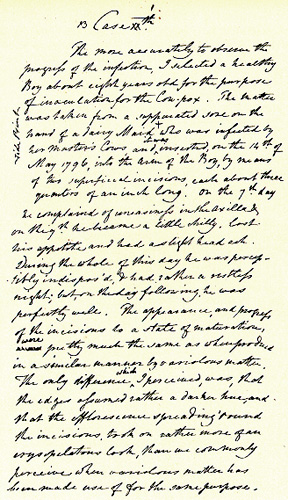
最初の予防接種に関する、ジェンナーの手書き草稿

人間が、故意に別種の感染を受けることで病気を軽減しようとした最初の例は、天然痘である。紀元前1000年頃には、インドで人痘接種法（人痘法）が実践され、天然痘患者の膿を健康人に接種し、軽度の発症を起こさせて免疫を得る方法が行なわれていた。この人痘法は18世紀前半にイギリス、次いでアメリカにももたらされた。
1718年、メアリー・ワートリー・モンターギュは、症状の軽い天然痘から採取した液体を接種させるトルコ人の習慣について書き、また自らの子供に同様の接種を施している。イギリスの医師エドワード・ジェンナーは、牛痘ワクチンを人間の天然痘に対する免疫生成に利用できるかに関して、1796年までの数年間に少なくとも6人に試験を行っている。この6人は、身元不明のイングランド人（1771年ごろ）、ミセス・ゼベル（ドイツ人、1772年ごろ）、ミスター・ジェンセン（ドイツ人、1770年ごろ）、ベンジャミン・ジェスティ（イングランド人、1774年）、ミセス・レンダール（イングランド人、1782年ごろ）、ピーター・プレット（ドイツ人、1791年）である。
予防接種（vaccination）の語が最初に使われたのは1796年、エドワード・ジェンナーによってである。この後ルイ・パスツールが微生物学の先進的研究によって予防接種の概念をさらに進歩させた。予防接種（Vaccination 「牛」を意味するラテン語vaccaより）の命名の由来は、最初のワクチン（vaccine）が牛に感染する牛痘ウイルスで、症状が軽く死亡率が高い天然痘ウイルスに対してある程度の免疫をつけるものであったからである。
種痘の試みに対しては、倫理・政治・安全性・宗教などをめぐっての論争（英語版）はその初期からあった。初期の成功と義務化によって、予防接種は広範囲にわたって受け入れられ、また大規模な予防接種キャンペーンが実施されたことで、多くの地域にわたって多数の病気の発病が激減したと評価されている。

## 副作用
日本では1948年の「予防接種法」以降、強制接種や集団接種が拡大していったが、安全な方法で行われていなかった。一例を挙げれば、1964年に茨城県で行われた集団接種では、不十分な問診、複数の人に対して注射針を変えずに接種、マスクをせずに接種、不正確な量の注入、などのやり方が行われていた。複数の人に対して針を替えずに接種をする行為が蔓延していたことが、日本でB型、C型肝炎が多発した原因である、と考えられている（ 医原病も参照）。

## 使用される物質

### 不活性化ワクチン
毒性を十分に弱めた、生きたウイルスを接種する。ウイルスは繁殖するが、その速度は遅い。接種後も繁殖し、抗原として存在し続けるため、追加免疫はあまり必要ない。このワクチンは、組織培養によって毒性の少ない種類のウイルスを残したり、遺伝子の突然変異を誘発したり、毒性を発揮する特定遺伝子を除去することで作られる。この主のワクチンには毒性が再発するリスクがあるが、特定遺伝子の除去は比較的このリスクが少ない。

### サブユニットワクチン
免疫系に示す抗原としてウイルス性物質を接種しない。ウイルス中の特定のタンパク質を分離して接種する、などの方法がある。この方式の弱点は、分離したタンパク質が変質する可能性があり、その場合ウイルスに対応するものとは別の抗体が作られてしまうと言うことである。
他のサブユニットワクチンには、組み替え型ワクチンがある。これは対象となるウイルスのタンパク質遺伝子を別のウイルスに注入する方法である。この第二のウイルスはタンパク質情報を発現するが、病気のリスクはない。この種のワクチンは現在ウイルス性肝炎に用いられており、エボラウイルスやHIVなど、予防接種が難しいウイルスに対するワクチンを作るため、さかんに研究されている。

## ヒトに対する予防接種
世界における接種状況は以下の通り。
- ジフテリア、破傷風、百日咳の三種混合 - 全世界で86%[1]
- 麻疹 - 全世界で85%[1]
- ポリオ - 全世界で86%[1]
- ロタウイルス - 全世界で23%[1]
- 風疹 - 全世界で46%[1]

### ワクチンの種類
生ワクチン
生きた病原体の毒性を弱めたもの。ロタウイルス感染症、結核、麻しん（はしか）、風しん、おたふくかぜ、水痘（みずぼうそう）、黄熱病　など。生の病原体を入れるため、接種した病原体により軽い症状(副反応)が出ることがある。
接種後は4週（中27日）以上の間隔をあけて別のワクチンを接種する。
不活化ワクチン
死んで毒性を失った病原体の成分のみのもの。B型肝炎、ヒブ感染症、小児の肺炎球菌感染症、百日せき、ポリオ、日本脳炎、インフルエンザ、A型肝炎、狂犬病など。ワクチンの効果は弱いため、何度かの接種が必要になることが多い。
接種後は1週（中6日）以上の間隔をあけて別のワクチンを接種する。
トキソイド
菌が発生する毒素を取り出し、それを無毒化したもの。ジフテリア、破傷風（はしょうふう）など。不活化ワクチンと同じくワクチンの効果は弱いため、何度かの接種が必要になることが多い。病原体そのものを攻撃する抗体を作らせるわけではないので、厳密にはワクチンに含めないという考え方もある。
接種後は1週（中6日）以上の間隔をあけて別のワクチンを接種する。

### 歴史
予防接種の習慣は紀元前1000年頃の古代インドに起源をもつと考えられてる。アーユルヴェーダの教本、サクテーヤ・グランサム(Sact'eya Grantham)に予防接種についての記述があったことが、フランスの学者アンリ・マリ・ユッソン(Henri Marie Husson)によって、Dictionaire des sciences me`dicales誌中に報告されている。 紀元前200年頃には、古代中国でも予防接種が行われていた。 学者のオーレ・ロン(Ole Lund)はこう記している。「文書上の予防接種の例で最も古いものは17世紀のインドおよび中国のもので、天然痘に感染した人のかさぶたを粉末状にしたものを病気の予防に使用した、という例である。昔、天然痘は世界共通の病気で、感染した人の20％から30％は死亡していた。天然痘は、18世紀ヨーロッパの数カ国において、死因の8％から20％を占めていたネトリーの病理学教授、アルムロス・ライト(en:Almroth Wright)は、ネトリー病院のプロフェッショナルを率いて実験を行い、後世の予防接種の形態を形作った。彼の実験結果は、ヨーロッパでのさらなる予防接種の発展に繋がった。

### 義務化

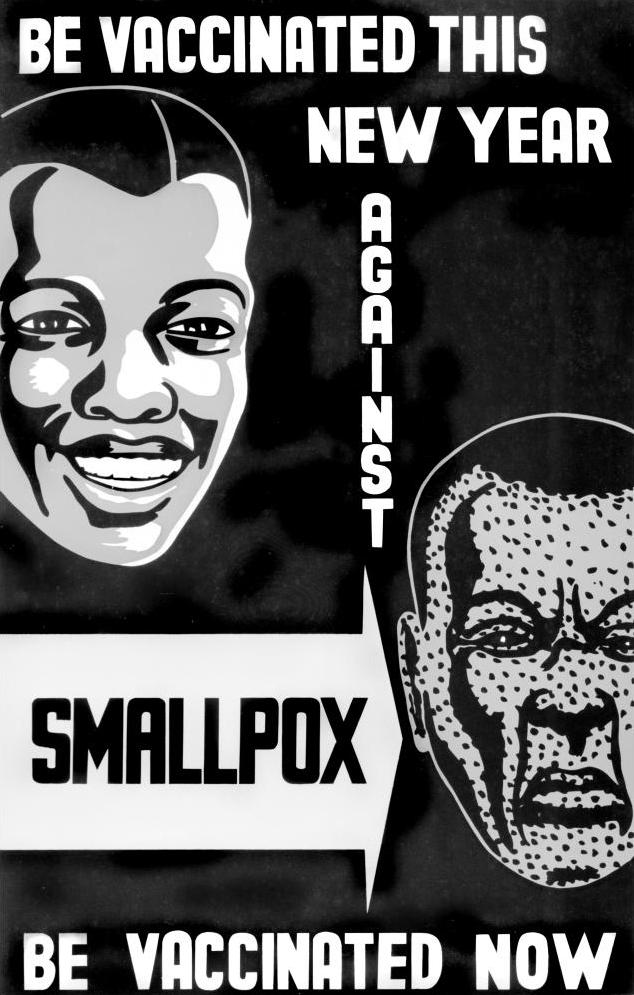
天然痘の予防接種を呼びかけるポスター

病気が蔓延する危険を避けるため、様々な時代ごとに、国や機関それぞれが、全ての人々に予防接種を義務化する法律を作ってきた。例えば、1853年の法律では、イングランド・ウェールズ全国での天然痘予防接種を義務化し、これに従わなかった者からは罰金を徴収した。現在、アメリカの州共通の予防接種法では、就学前に公的予防接種を受けることを義務づけている。他にもほとんどの国で同様の強制的な予防接種を行っている。
19世紀に始まる初期の予防接種以来、予防接種の法律化は様々な団体からの反発を引き起こした。こういった団体は包括的に予防接種反対論者(anti-vaccinationist)と呼ばれ、倫理的・政治的・衛生的・宗教的・その他の観点から予防接種に反対している。よく見られる意見は、「強制的な予防接種が個人の問題に対する過度の干渉にあたる」「推奨されている予防接種の安全性が不十分である」といったものである。現代の予防接種法は、免疫不全の人々やワクチンへのアレルギーを持つ人々、強固に反対する人への例外措置を設けている。
なお、ジョグジャカルタ原則の『医学的乱用からの保護』についての第18原則においても「HIV感染症やその他の疾患に関して非倫理的もしくは意思に反したワクチンや抗菌剤の投与からの保護の保障」（第18原則、項目(d)）を求めている。

## 日本の予防接種

### 定期接種
予防接種法に基づいて接種される。対象年齢の接種費用には、自治体による公費助成が行われ、A類疾病については地方公共団体の多くで無償とされる(行政措置予防接種, 有償とする地方公共団体も存在)。日本で認可された予防接種により健康被害が発生した場合は、予防接種法第11条による救済制度がある。
【　】内はワクチンの名称
A類疾病 - 疾患の発生及び集団での蔓延の予防を目的とし、接種対象者又はその保護者等に接種の努力義務が課される。
ジフテリア・百日咳・破傷風・ポリオ（急性灰白髄炎）【四種混合ワクチン, DPT-IPV】、麻疹（はしか）・風疹（三日はしか）【MRワクチン】、日本脳炎、結核（BCG）、水痘、Hib、小児の肺炎球菌感染症【肺炎球菌ワクチン, PCV13】、子宮頸がん【HPVワクチン】、B型肝炎、 ロタウイルス
B類疾病 - 主に個人予防に重点。努力義務無し。
65歳以上、または60歳以上65歳未満で心臓や腎臓、又は呼吸器に重い障害のある人、後天性免疫不全症候群に罹患し免疫力が低下している人の場合、インフルエンザ。65歳の者、または60歳以上65歳未満で心臓や腎臓、又は呼吸器に重い障害のある人、AIDSなどに罹患し免疫力が低下している人の場合、肺炎球菌感染症【23価肺炎球菌莢膜ポリサッカライドワクチン, PPSV23】。

### 臨時接種
予防接種法に基づいて接種される。まん延予防上緊急の必要があると認めるとき、都道府県知事は市町村長に行うよう指示することができる。 対象年齢の接種費用には自治体による公費助成が行われ、A類疾病については原則無償とされる。予防接種により健康被害が発生した場合は、予防接種法第11条による救済制度がある。
A類疾病 - 接種対象者又はその保護者等に接種の努力義務が課される。
痘瘡の他に、A類疾病が対象である。
なお、2021年から接種が始められた新型コロナウイルスのワクチンも接種の努力義務が課される形で行われる。
B類疾病 - 接種の努力義務が課されない。
新型インフルエンザ
単独ワクチンとして新型インフルエンザ等対策特別措置法による2011年（平成23年）から5年間の時限措置。2011/12期から、A(H1N1)pdm09は季節性インフルエンザワクチンに含まれている。

### 任意接種
予防接種法に定めがなく、被接種者（又はその親権者等）の自由意思による接種。
接種費用は、全額自己負担となる。予防接種により健康被害が発生した場合は、医薬品副作用被害救済制度が適用される。
流行性耳下腺炎（おたふくかぜ）、A型肝炎、成人用肺炎球菌、狂犬病、ワイル病秋やみ等の他、定期接種の対象年齢層以外に対するA類疾病/B類疾病も任意接種となる。

### 海外渡航のための予防接種
海外渡航者の予防接種には、主に二つの側面がある。トラベルワクチン、トラベラーズワクチン、などとも呼ばれる。 厚生労働省検疫所（FORTH）に寄ると、破傷風、A型肝炎、B型肝炎、狂犬病、日本脳炎、ポリオ（急性灰白髄炎）、黄熱、ジフテリア、麻しん、風しん、髄膜炎菌感染症、新型コロナウイルスが、予防接種で予防できる病気として挙げられている。
予防接種証明書を要求される場合
入国する時、あるいは、海外の学校に入学、研修施設等に入る際などに、予防接種証明書の提示が求められる場合がある。
海外で感染症にかからないように
日本にはない病気が発生している地域で、感染症にかかるリスクを下げることができる。

### 予防接種の注意事項
予防接種実施規則によると、明らかな発熱を呈している者、重篤な急性疾患にかかっていることが明らかな者、当該疾病に係る予防接種の接種液の成分によるアレルギーまたはアナフィラキシーが検査で明らかになっている者は不適当と判断され接種ができない。妊娠している者に関しては、急性灰白髄炎、麻疹及び風疹にかかわる予防接種はできないことになっている。
また、心臓血管系疾患、腎臓疾患、肝臓疾患、血液疾患及び発育障害等の基礎疾患を有することが明らかな者、前回の予防接種で2日以内に発熱のみられた者、又は全身性発疹等のアレルギーを疑う症状を呈したことがある者、過去にけいれんの既往がある者、過去に免疫不全の診断がなされている者、接種しようとする接種液の成分に対してアレルギーを呈する恐れのある者等は医師の判断に基づき注意して接種することが義務付けられる。

### 予防接種健康被害救済制度
予防接種の副反応による健康被害は、極めて稀ではあるが、発生がみられる。予防接種と健康被害との因果関係が認定された場合、接種に係る過失の有無にかかわらず、速やかに救済するための制度。
- 予防接種法に基づく予防接種（＝定期接種、臨時接種）を受けて健康被害が生じ、その健康被害が接種を受けたことによるものであると厚生労働大臣が認定した場合
  - 市町村により給付が行われる。
  - 厚生労働大臣の認定には、第三者により構成される疾病・障害認定審査会により、因果関係に係る審査が行われる。
  - 医療機関での治療を受けた場合、医療費の自己負担分と、医療を受けるために要した諸費用を支給。
  - 障害が残った場合、障害児童養育年金または障害年金を支給。
  - 亡くなった場合、葬祭料および死亡一時金約4,300万円等（インフルエンザワクチンの場合遺族一時金約700万円、遺族年金約240万円(最長10年)）支給。
  - 救済給付に係る費用負担は国1/2、都道府県1/4、市町村1/4。

なお、任意の予防接種による健康被害は、他の医薬品同様、医薬品副作用被害救済制度が適応される。予防接種法ではなく、独立行政法人医薬品医療機器総合機構法が根拠となる。
- 厚生労働省が設置し、外部有識者で構成される薬事・食品衛生審議会における審議を経て決定される。
  - 独立行政法人医薬品医療機器総合機構（PMDA）により給付が行われる。
  - 入院での治療を受けた場合、医療費の自己負担分と、医療手当を支給。障害が残った場合、亡くなった場合も支給。
  - 給付額は種類ごとに定められており、請求期限もある。
  - 救済給付に係る費用負担は許可医薬品製造販売業者等からの拠出金。PMDAの事務費の1/2相当額は、国からの補助金。

### 予防接種禍と法律（谷間の問題）
予防接種によって生命・身体に重大な損害が与えられた被害者を救済するための法律構成が憲法上問題となっている。17条説、29条3項類推解釈説、29条3項勿論解釈説、25条説、13条説等が主張されている。

### 推奨される接種順序
国立感染症研究所、VPDを知って、NPO法人子どもを守ろうの会、日本プライマリ・ケア連合学会、公益社団法人日本小児科学会から、予防接種スケジュールが発表されている。
- 日本の小児における予防接種スケジュール 国立感染症研究所感染症情報センター編
- 予防接種スケジュール NPO法人VPDを知って、子どもを守ろうの会編
- こどもとおとなのワクチンサイト 日本プライマリ・ケア連合学会
- 日本小児科学会が推奨する予防接種スケジュール 公益社団法人日本小児科学会

また、NPO法人子どもを守ろうの会では、iPhone・Androidスマートフォン用の予防接種スケジューラアプリを無料提供している。
- 予防接種スケジューラーアプリ NPO法人VPDを知って、子どもを守ろうの会提供

### 同時接種
2種類以上の予防接種を1度の通院で同時に、同一の接種対象者に対して行う「同時接種」は、日本ではかつて「良くないもの」と認識されていて、厚生労働省は2019年時点でも「医師が特に必要と認めた場合に行うことができること」としているが、2011年、日本小児科学会は「ワクチンの同時接種は、日本の子どもたちをワクチンで予防できる病気から守るために、必要な医療行為であると考える」と提言を出していて、近年では、同時接種を行う医師も増えてきた。
組み合わせや本数に制限は無く、
1. 定期接種のワクチンと任意接種のワクチン
2. 不活化ワクチンと生ワクチン
3. 生ワクチンと生ワクチン
4. 注射と飲むタイプのワクチン

の全ての組み合わせで、安全に同時接種ができる。一部の自治体や医師は、接種方法の異なるBCGに限って、他のワクチンとの同時接種は行わず単独接種で実施している。
混合ワクチンは、数種類のワクチンがはじめから1本の注射液に含まれているものなので、広義の同時接種ともいえる。

## イタリアの予防接種
イタリアでは2017年より、義務教育を受ける前（6歳まで）にポリオ、ジフテリア、破傷風、B型肝炎、インフルエンザ、B型髄膜炎、C型髄膜炎、麻疹、風疹、流行性耳下腺炎、百日ぜき、水疱瘡の予防接種が義務付けられることとなった。

## 動物に対する予防接種
動物から人に伝染する動物由来感染症（ズーノーシス：人獣共通感染症にも含まれる）や人から動物に伝染する人獣共通感染症を予防する目的で行う予防接種がある。野生動物の保護や産業に有用な家畜、ペットの伝染病の蔓延を予防するための予防接種もある。
農林水産省動物医薬品検査所・動物用医薬品データベースで「ワクチン」を検索すると、2014年12月時点で201件登録されている。しかし、家畜伝染病予防法は「家畜の伝染性疾病（伝染病）の発生の予防、及びまん延の防止について定めた法律」であり、伝染病が発生した場合患畜などのと殺処分や消毒についての規定はあるが、予防接種に関する規定は無い。「都道府県知事は、家畜伝染病のまん延を防止するため必要があるときは、家畜防疫員に、農林水産省令で定める方法により家畜の検査、注射、薬浴又は投薬を行わせることができる（家畜伝染病予防法第31条）」に基づき、都道府県ごとに予防接種等の対応は異なる。
一方、狂犬病予防法に規定されているため、イヌの所有者は、飼い犬に対する狂犬病ワクチンの予防注射を、毎年1回必ず受けさせなければならない（狂犬病予防法第5条）。

## 関連文献
- 渡部幹夫「わが国の予防接種制度についての歴史的一考察」『民族衛生』第73巻第6号、日本民族衛生学会、2010年6月、243-252頁、doi:10.3861/jshhe.73.243。